# El rey de Omashu
El Rey de Omashu es el quinto episodio de la primera temporada de la serie animada de televisión Avatar: la leyenda de Aang.

## Sinopsis
Aang y sus amigos llegan a la ciudad de Omashu del Reino Tierra para jugar en el sistema de entrega de la ciudad, que son usados para enviar paquetes a través de la ciudad. Van a la parte más alta y se deslizan en una caja de entrega, y se meten en problemas cuando chocan contra una carreta llena de coles. El grupo es llevado ante el rey, quien en vez de enviarlos directo a prisión, los invita a cenar. El Rey pronto descubre que Aang es el Avatar y un viejo amigo suyo. Luego encierra a los chicos en una "prisión" con bastantes comodidades. A la mañana siguiente, Aang descubre que sus amigos ya no están. Soldados del Rey los había tomado antes que Aang se despertara. El Rey le da a Aang una serie de tareas, que debe completar antes que un cristal trepador llamado "genamita" cubra a Sokka y Katara en su totalidad, que comienzan como anillos de ese cristal colocados en los dedos de ellos dos. El Rey les dice que hasta que Aang complete las tareas va a detener el cristal y salvar a Sokka y Katara. El primer desafío fue recuperar la llave de la lonchera del Rey que estaba colgando en lo alto de una cascada, colgando en una cadena.Aang intenta saltar a la cascada para tomar la llave pero la fuerza de la casacada se lo impide. Luego se impulsa con aire control para tener más velocidad y tomar la llave pero la fuerza de la cascada es más poderosa. Luego que Aang toma una estalactita y lanza una corriente de aire, la llave cae justo frente al Rey. La segunda tarea era recuperar la mascota del Rey, Flopsie, que no era la criatura en forma de conejo que Aang vio primero, sino un gran animal con grandes colmillos, que resulta ser amigable al mencionar su nombre. Luego de resolver la segunda tarea, Aang debía tener un duelo contra la persona que el eligiera que estaba frente a él (los dos guerreros más poderosos de la región tierra y el rey). Aang escoge al Rey, pensando que es un viejo frágil, pero en realidad es el mejor Maestro Tierra de la ciudad de Omashu. Luego de terminar el largo y difícil duelo (para Aang), Aang debía adivinar el nombre del Rey para liberar a sus amigos. Luego de mucho pensar, Aang descubre que el Rey es un viejo amigo: Bumi, un "genio loco", que trata de enseñarle a Aang abrir su mente a las posibilidades. Bumi le pregunta a Aang como había adivinado su nombre, el responde que como hace 100 años el lo había obligado a pensar de otra forma. Cuando el Rey libera a Sokka y a Katara, dice que en realidad la genamita es un rico dulce.
Luego Aang reta a Bumi a subirse al sistema de entrega de paquetes como en los viejos tiempos
- Datos: Q8773394